# Karmina (manzana)
Karmina es una  variedad cultivar de manzano (Malus domestica).
El fruto tiene pulpa de textura suave y jugosa con un sabor bueno ligeramente aromático. Su zona óptima para el cultivo es USDA Hardiness Zones 5 a 8.

## Historia
'Karmina' es una variedad de manzana, a partir del cruce de 'Karmen' x 'UEB 1725/6' ('PRI 370-15' x Spartan). Criado en la Estación experimental checa de Strížovice, década de 1980; introducida comercialmente en 1990.

## Características
'Karmina' es un árbol moderadamente vigoroso, vertical, y resistente a la sarna del manzano gracias a la presencia del gen Vf. Portador de espuela de fructificación. Cosechas anuales moderadamente copiosos, necesita de aclareo de los frutos para que alcancen una mayor talla tiene un tiempo de floración que comienza a partir del 5 de mayo con el 10% de floración, para el 10 de mayo tiene una floración completa (80%), y para el 16 de mayo tiene un 90% caída de pétalos.
'Karmina' tiene frutos de tamaño medio, con forma esférica aplanada, con nervaduras muy débiles, corona débil; color de fondo amarillo blanquecino, sobre color lavado de rojo carmín, típicamente lavado entre 80 y 90% con rojo carmín, con un patrón denso de chapa y pequeñas lenticelas más claras dispersas, ruginoso-"russeting" (pardeamiento áspero superficial que presentan algunas variedades) bajo; cáliz grande y cerrado, a veces parcialmente abierto, colocado en una cuenca medianamente profunda y  media, rodeada por una corona ligeramente nudosa; pedúnculo de corto a mediano y se encuentra en una cavidad poco profunda; epidermis es gruesa. La pulpa de color verdoso, de textura suave y jugosa, con un sabor bueno ligeramente aromático.
Su época de recogida a partir de mediados de septiembre, madura para el consumo en noviembre y se puede almacenar hasta febrero. Se mantiene 6 meses en almacenamiento en frío. Los sabores completos se desarrollan dos o tres semanas después de la cosecha.

## Usos
Un fruto excelente como postre de manzana de mesa fresca.

## Ploidismo
Diploide auto estéril; necesita polinizador. Grupo de polinización C. Día 10.

## Susceptibilidades
- Sarna del manzano: no presenta a ninguna de las variedades de esta infección gracias a la presencia del gen Vf.[8]
- Fuego bacteriano del manzano: ataque débil
- Mildiu: alta resistencia al ataque del mildiú polvoriento de la manzana.[6]